# Chiesa di San Regolo (Bucciano)
La chiesa di San Regolo si trova a Bucciano nel comune di San Miniato, in provincia di Pisa, diocesi di San Miniato.

## Storia e descrizione
È citata nel 1260 nell'estimo delle chiese lucchesi.
Custodisce una tela del tardo Cinquecento con il Martirio di san Regolo, attribuibile al fiorentino Niccolò Betti. Di fianco si alza il campanile tardo ottocentesco per la cui costruzione sono state utilizzate le pietre dell'antica pieve di Barbinaia.
Sulla facciata della chiesa, nel 1922, fu installata un'epigrafe commemorativa dedicata ai Caduti della Prima Guerra Mondiale, provenienti dal "popolo" di Bucciano (comprendente anche le località di La Serra, Santa Barbara e Casaccia).
La chiesa conservava una Madonna col Bambino dipinta negli anni venti del Quattrocento da Scolaio di Giovanni (ex Maestro di Borgo alla Collina), che potrebbe essere l'elemento centrale di un trittico che ancora nel 1697 era descritto sull'altare dell'oratorio di Sant'Andrea annesso alla chiesa e che oggi è conservata nel Museo Diocesano di San Miniato. In chiesa è anche un Martirio di San Regolo eseguito da Niccolò Betti nel 1588.